# Готфрид IV фон Рандек
Готфрид IV фон Рандек (на немски: Gottfried IV von Randeck; * пр. 1326; † 1345/1347) от швабския благороднически род фон Рандек, е господар на замък Рандек в Рейнланд-Пфалц.

## Произход и наследство
Той е най-големият син на Еберхард II фон Рандек († 19 август 1326) и съпругата му Ида фон Нах-Шварценберг († сл. 1336). Внук е на рицар Йохан I фон Рандек († сл. 1298) и Беатрикс фон Еренберг († сл. 1280). Брат е на Георг II фон Рандек († сл. 1345), Еберхард фон Рандек († 1372), катедрален декан (1341), избран за епископ на Шпайер, и Вилхелм фон Рандек († сл. 1343). Сестра му Бинцела фон Рандек († сл. 1319) е омъжена за Арнолд фон Зирсберг-Дилинген († 1339/1343).
Фамилията фон Рандек измира по мъжка линия с Адам фон Рандек през 1537 г. Фамилията фон Рандек е наследена от роднините ѝ Льовенщайн наречени Рандек (измряла 1664) и фон Фльорсхайм, в която се е омъжила последната дъщеря наследничка.

## Фамилия
Готфрид IV фон Рандек се жени за Шонета фон Фльорхинген (* пр. 1332; † сл. 1361), дъщеря на Филип III фон Фльорхинген († 1346) и Ерменгарда де Хунолщайн († 1337), и има два сина:
- Рупрехт I фон Рандек (* пр. 1351; † 1373/1380), женен за Елизабет Кемерер фон Вормс (* пр. 1361; † 15 декември 1388), баща на
  - Рупрехт II фон Рандек († 1400), женен за Маргарета Байер фон Бопард (* пр. 1404; † сл. 1438), баща на
    - Маргарета фон Рандек (* пр. 1400; † 9 юли 1489), омъжена за рицар Фридрих фон Флерсхайм (1383 – 1473)
- Готфрид VI фон Рандек (* пр. 1354; † сл. 1364), баща на
  - Готфрид VII фон Рандек (* пр. 1382; † сл. 1400), има три сина